# Praia da Formosa (Torres Vedras)

## Praias
A Praia da Formosa (Torres Vedras) é uma das praias que fazem parte do extenso areal da Praia de Santa Cruz, fica situada na Freguesia de Silveira, Concelho de Torres Vedras, Distrito de Lisboa.

## A Visitar
- Miradouro do Alto da Vela
- Miradouro de Santa Helena
- Capelinha de Santa Helena e o Cruzeiro
- Miradouro da Formosa
- Penedo do Guincho
- Azenha de Santa Cruz
- Torre
- Capela de Santa Helena
- Igreja da Santa Cruz
- Aeródromo Municipal
- Parque Municipal de Santa Cruz
- Monumento a Antero de Quental
- Monumento a Kazuo Dan
- Monumento a João de Barros (1881)
- Monumento ao Vereador João Augusto C. Pinto